# Louis Bachner
Louis Bachner (* 17. April 1882 in New York; † 26. Dezember 1945 ebenda) war ein amerikanischer klassischer Pianist, Sänger und Gesangspädagoge, der über lange Jahre in Berlin wirkte.

## Leben und Werk
Louis Bachner war zunächst als Konzertpianist in den Vereinigten Staaten und in Europa tätig. Ab 1901 studierte er in Paris und in Berlin Gesang. Ab 1910 wirkte er dann in Berlin als zunächst als privater Gesangslehrer. Von 1917 bis 1919 unterrichtete er am Klindworth-Scharwenka-Konservatorium. Von 1921 bis 1933 wirkte er als Professor an der Staatlichen Hochschule für Musik Berlin. 1935 kehrte Louis Bachner, von den nationalsozialistischen Machthabern in Deutschland gezwungen, nach New York zurück. Unter Bachners Schülern waren Heinrich Schlusnus, Sigrid Onégin, Charles Dalmorès, Karin Branzell, Richard Schubert (1885–1959) und Rudolf Laubenthal. Louis Bachner verfasste das Werk Dynamic Singing (New York 1945).
Louis Bachner war speziell mit Heinrich Schlusnus freundschaftlich eng verbunden und überwachte dessen Stimme permanent. Er trennte sich erst von Schlusnus, als 1933 seine Ehefrau und ehemalige Schülerin, die Sopranistin Annemarie Kuhl, bekannt geworden als Annemarie Schlusnus (auch Annemay Schlussnus, 1904–1990), ihn verließ und Schlusnus heiratete.
Louis Bachner gehörte zur Gruppe der während des Nationalsozialismus verfolgten Musiker. Er wurde 1935 auf die Namensliste „nichtarischer“ Musiker in der Reichsmusikkammer gesetzt. 1938 wurde er auf der „Liste der aus der Reichsmusikkammer ausgeschlossenen Juden, jüdischen Mischlinge und jüdisch Versippten“ geführt. Er wurde in das 1941 von Theo Stengel und Herbert Gerigk herausgegebene Lexikon der Juden in der Musik aufgenommen.